# Protadius
 Protadius was van 604 tot 605 hofmeier onder koning Theuderik II (596-613).
In de jaren 603/604 was hij door toedoen van koningin Brunhilde hertog van het oostelijk deel van de Jura. In 604 werd hij als hofmeier van Bourgondië aangesteld in opvolging van Bertoald. Hij maakte zich bij de adel erg ongeliefd door hoge belastingen te innen. In 605 raadde hij samen met Brunhilde koning Theuderik II aan om tegen zijn broer Theudebert II (koning van Austrasië) op te trekken. De Bourgondische adel kwam hier echter tegen in opstand. Een groep onder leiding van Uncelenus vermoordde Protadius. Hij werd als hofmeier opgevolgd door Claudius.

## Beknopte bibliografie
- K. Selle-Hosbach, Prosopographie Merowingischer Amtsträger in der zeit von 511-613 Bonn, 1974, pp. 146-147.
- J.M. Wallace-Hadrill (trad.), The fourth book of the Chronicle of Fredegar, Londen, 1960, pp. 15-19 (IV 24-27).